# 阿内托峰
阿内托峰（西班牙語：Pico Aneto），海拔3404米，位于西班牙北部阿拉贡自治区韦斯卡省贝纳斯克市，波塞茨-马拉德塔自然公园（Parque Natural Posets-Maladeta），是比利牛斯山脉最高的山峰。
坐落于贝纳斯克山谷（valle de Benasque），其地块是马拉德塔山（Maladeta）的一部分，由古生代天然花岗岩和中生代物质组成。北坡约从2810米起，矗立大量庇里牛斯山脉的冰川（约100多公顷），其形成与世界上其他冰川一样也可追溯为气候自由变化的结果。据估算近100年来，其冰川面积已消失了一半，而在30或40年后可能消失。